# Navafría (kommunhuvudort)
Navafría är en kommunhuvudort i Spanien.   Den ligger i provinsen Provincia de Segovia och regionen Kastilien och Leon, i den centrala delen av landet, 70 km norr om huvudstaden Madrid. Navafría ligger 1 201 meter över havet och antalet invånare är 345.
Terrängen runt Navafría är kuperad söderut, men norrut är den platt. Runt Navafría är det glesbefolkat, med 8 invånare per kvadratkilometer. Närmaste större samhälle är La Cuesta, 11,7 km väster om Navafría. Trakten runt Navafría består till största delen av jordbruksmark.